# Edward Kelly

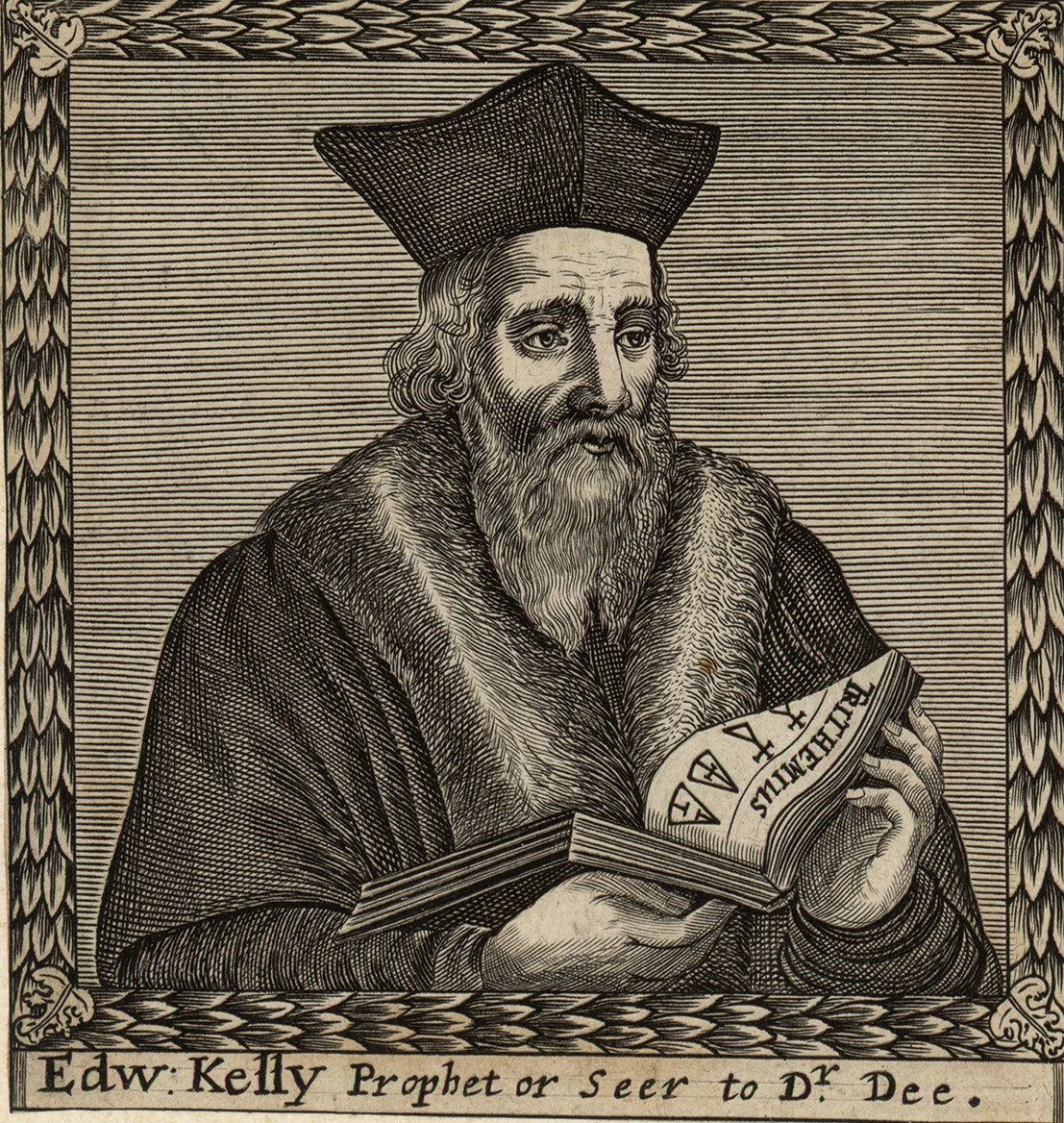
18e-eeuwse portretgravure

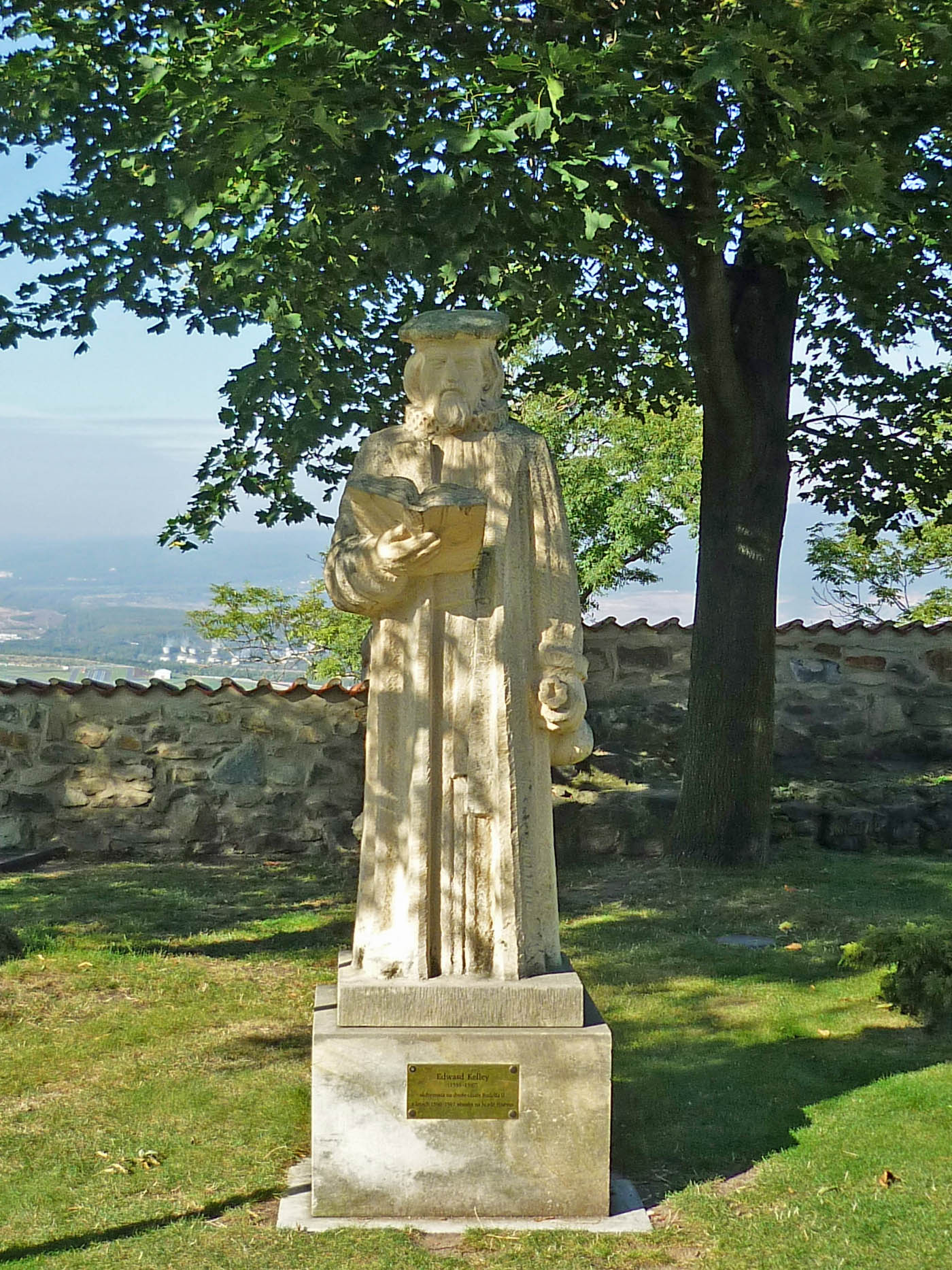
Standbeeld in Most opgericht in 2003

Edward Kelley of Kelly, ook bekend als Edward Talbot (Worcester, 1 augustus 1555 – Most, ca. 1597) was een Engels occultist, spiritist, helderziende en alchemist. Hij liep in zijn jonge jaren een veroordeling op en wordt doorgaans voor een meester-bedrieger en charlatan gehouden, maar het kan niet worden uitgesloten dat hij aan een mentale aandoening leed en oprecht dacht met geesten te kunnen spreken.

## Leven
Over de jonge jaren van Kelley is weinig geweten. Hij onderging een oorsnijding in Lancaster als straf voor een niet met zekerheid bekend misdrijf, mogelijk beurzensnijderij, munt- of schriftvervalsing. In 1582 trad hij als medium in dienst van de wiskundige John Dee. Ze werkten binnen de magische theorie van Heinrich Cornelius Agrippa von Nettesheim. Kelley toonde zich bijzonder overtuigend en trad al in hun eerste seance via zijn "shew-stone", vermoedelijk een kristallen bol, in contact met de aartsengel Uriël. Dee tekende de gecodeerde boodschappen die Kelley van de engelen ontving op. Het betrof onder meer magische instructies en apocalyptische waarschuwingen.
In Londen werd Dee in 1583 opgezocht door de Poolse aristocraat Albert Łaski, die hem en Kelley in dienst nam. Ze reisden door Europa naar Krakau terwijl ze hun gesprekken met geesten en onderzoek naar magie verderzetten. Łaski had Kelley een jaarloon van £400 toegezegd, maar kon het niet uitbetalen en stuurde de twee in 1584 naar het hof van keizer Rudolf II in Praag. Door toedoen van de pauselijke gezant, die hen beschuldigde van ketterij en hekserij, werden ze op 30 mei 1586 uitgewezen wegens necromantie. Ze reisden naar Erfurt en Kassel, maar al na enkele maanden draaide keizer Rudolf bij en liet hij hen toe zich te vestigen bij zijn burggraaf Wilhelm von Rosenberg in Třeboň. Onder diens vleugels zetten ze hun alchemische bezigheden voort en bleven ze geesten consulteren. In 1587 vertelde Kelley aan Dee dat de engelen hen opdracht gaven alles te delen, inclusief hun echtgenotes. Ze brachten de partnerruil ook in de praktijk, zij het blijkbaar slechts eenmalig. Daarna ondernamen ze geen gezamenlijke seances meer en hielden ze zich met andere activiteiten bezig, tot Dee in maart 1589 vertrok naar Engeland. Ondanks de verkoelde relatie bleef hij met Kelley corresponderen.
Ondertussen werd Kelley op aanbeveling van Rosenberg aan het hof van keizer Rudolf II toegelaten. Hij vond er roem en fortuin, want het burgerschap van Bohemen werd hem toegekend en hij werd als edelman opgenomen in de orde van de gouden ridders (equites aurati). De voegde 'Imamyi' toe aan zijn naam, een oude Iers adelsgeslacht uit het graafschap Conaghaku waarvan hij naar eigen zeggen afstamde. Hij werd beleend met twee heerlijkheden en verwierf een kasteel, negen dorpen en twee huizen in Praag. Jarenlang werkte hij nauw samen met de keizer. Hij wist hem ervan te overtuigen dat hij de formule bezat voor de steen der wijzen en transmuteerde in zijn aanwezigheid een pond kwik in goud, of wist althans die indruk te wekken.
Berichten over Kelley's successen bereikten het Engelse hof en Edward Dyer werd naar Praag gestuurd om hem terug te halen. Kelley verkoos zijn positie in Praag en sloeg het aanbod af. Niet lang daarna, in mei 1593, werd hij in hechtenis genomen en opgesloten in Křivoklát. Bronnen melden dat hij een assistent van een concurrerende alchemist zou hebben gedood in een duel, maar ook dat hij ervan werd verdacht voor de Engelsen te werken. De precieze toedracht valt niet meer te achterhalen. In 1593 kwam hij vrij en werden zijn in beslag genomen goederen gerestitueerd. Wellicht faalde hij in zijn opdracht goud te maken en begon de keizer te twijfelen aan zijn vaardigheden. In november 1596 kwam het tot een nieuwe arrestatie. Enigszins verwarrend wordt in bronnen een duel met dezelfde assistent aangehaald als reden. Zijn eigendommen, die opnieuw werden aangeslagen, werden opgekocht door vice-kanselier Kryštof Želinský ze Sebuzína (). 
In het kasteel van Most waar hij was opgesloten, zette Kelley zich aan het schrijven. Hij produceerde twee Latijnse verhandelingen over de steen der wijzen, die pas vele decennia later in druk zouden verschijnen. Uiteindelijk stierf Kelley in gevangenschap naar aanleiding van een ontsnappingspoging waarbij hij zou gevallen zijn vanop aanzienlijke hoogte. Volgens sommigen stierf hij aan de gevolgen van zijn verwondingen, in andere versies nam hij na de val vergif in. Šimon Tadeáš Budek (Budecius) beschreef hoe hij zich een glas water liet brengen en na het drinken ervan in aanwezigheid van zijn familie onmiddellijk de geest gaf. Zijn dood moet eind 1597 of begin 1598 gebeurd zijn.

## Familie
Kelley was getrouwd met Joanna Cooper (1563-1606), die twee kinderen had uit een eerder huwelijk: John Francis Weston (1580-1600) en de latere dichteres Elizabeth Jane Weston (1582-1612). Hij had ook een broer Thomas Kelley.

## Weerklank
Spoedig na Kelley's dood begonnen legenden over hem te circuleren. Zijn flamboyante biografie en het feit dat hij door Engelse historici vanwege zijn associatie met John Dee goed bekend was, zorgden ervoor dat hij het folkloristische prototype werd van de charlatan-alchemist.
Václav Kaplický schreef in 1980 de historische roman Źivot Alchymistův ('Het leven van een alchemist') over Kelly.
Het Alchemiemuseum in Praag is grotendeels gewijd aan Edward Kelly en John Dee. Het museum is gevestigd in het huis waar Edward Kelly in Praag heeft gewoond rond 1589-1590.

## Publicaties
Behalve enkele dichtwerken en brieven, zijn de voornaamste geschriften van Kelley in 1676 postuum uitgegeven:
- Tractatus duo egregii de lapide philosophorum, Hamburg, 1676

## Voetnoten
1. ↑  Susan Bassnett, "Absent Presences: Edward Kelley's Family in the Writings of John Dee" in: Stephen Clucas, John Dee. Interdisciplinary Studies in English Renaissance Thought, 2006, p. 284-285
2. ↑  Alex Owen, The Place of Enchantment. British Occultism and the Culture of the Modern, 2006, p. 196

- Bibliothèque nationale de France: cb133292932 (data)
- CiNii: DA10260857
- Gemeinsame Normdatei: 119166070
- International Standard Name Identifier: 0000 0001 1570 8368
- Library of Congress Control Number: n84233647
- Nationale Bibliotheek van Tsjechië: jn20000720128
- Nationale Bibliotheek van Israël: 987007312409305171
- Nationale Bibliotheek van Polen: a0000002655773
- Nederlandse Thesaurus van Auteursnamen: 128367679
- Réseau des bibliothèques de Suisse occidentale: 02-A025442451
- LIBRIS: 336656
- SNAC: w66q3cvt
- Système universitaire de documentation: 035682051
- Virtual International Authority File: 54292738
- WorldCat: E39PBJgRVjFR89dxvHfgvBdYT3